# William Ayache
William Ayache (Algír, Francia Algéria, 1961. január 10. –) olimpiai bajnok és világbajnoki bronzérmes francia labdarúgó, hátvéd, edző.

## Pályafutása

### Klubcsapatban
A Tarbes PF csapatában kezdte a labdarúgást, majd 1977-től az FC Nantes korosztályos csapatában folytatta, ahol 1979-ben mutatkozott be az első csapatban. Két bajnoki címet és egy francia kupa győzelmet szerzett az együttessel. Tagja volt az 1979–80-as idényben KEK-elődöntős csapatnak. 1986 és 1990 között egy-egy idényt játszott a PSG, az Olympique Marseille, ismét az Nantes, majd a Bordeaux csapatában.  1990 és 1995 között a Montpellier, Nice, ismét az Olympique Marseille, a Nîmes Olympique és az AS Cannes labdarúgója volt. 1995-ben fejezte be az aktív labdarúgást.

### A válogatottban
1983 és 1988 között 20 alkalommal szerepelt a francia válogatottban. Tagja volt a Los Angeles-i olimpián aranyérmet nyert csapatnak. Részt vett az 1986-os mexikói világbajnokságon, ahol a válogatott bronzérmet szerzett.

### Edzőként
1995-ben az AS Cannes vezetőedzője volt. 2005-06-ban az FC Mougins csapatánál tevékenykedett.

## Sikerei, díjai
Franciaország
- Olimpiai játékok
  - aranyérmes: 1984, Los Angeles
- Világbajnokság
  - bronzérmes: 1986, Mexikó

 FC Nantes
- Francia bajnokság
  - bajnok: 1979–80, 1982–83
  - 2.: 1980–81, 1984–85
- Francia kupa (Coupe de France)
  - győztes: 1979
  - döntős: 1983
- Kupagyőztesek Európa-kupája (KEK)
  - elődöntős: 1979–80

 Montpellier
- Francia kupa (Coupe de France)
  - győztes: 1990